# Уманець Сергій Якович
Сергій Якович Уманець (28 червня 1922, Любимо-Мар'ївка — 17 жовтня 2013) — учасник німецько-радянської війни, почесний громадянин Херсона.

## Біографія
Народився 28 червня 1922 року в селі Любимо-Мар'ївці (тепер Каховський район Херсонської області). Брав участь у німецько-радянській війні (воював у складі 295-ї стрілецької дивізії, 1038-й стрілецький полк, автоматник, ручний кулеметник). Війну закінчив у званні сержанта. Тяжко поранений під містом Миколаєвом і після лікування у шпиталі комісований за станом здоров'я. Після демобілізації тривалий час працював комбайнером у Красноперекопському районі Криму.
На пенсії з 1985 року. Помер 17 жовтня 2013 року.

## Відзнаки
- Нагороджений орденами Вітчизняної війни І ступеня (6 квітня 1985)[1], «За мужність», медалями «За відвагу» (24 березня 1944)[1], «За доблесну працю у Великій Вітчизняній війні 1941—1945 рр.» (6 червня 1945)[1] і 11 ювілейними медалями[2].
- Почесний громадянин міста Херсона (рішення Херсонської міської ради № 1595 від 27 серпня 2010 року; як визволитель Херсона від фашистських загарбників у Великій вітчизняній війні)[2].